# Comté d'Alamance
Le comté d'Alamance est un comté situé dans l'État de Caroline du Nord aux États-Unis. En 2010, sa population s'élevait à 151 131 habitants. Le siège du comté est à Graham. Il a été créé en 1849 à partir d'une partie du comté d'Orange. Il tient son nom d'Alamance Creek (un ruisseau affluent de la rivière Haw, elle-même affluent du fleuve Cape Fear), site de la bataille d'Alamance (16 mai 1771), victoire des milices indépendantistes américaines.

## Géographie

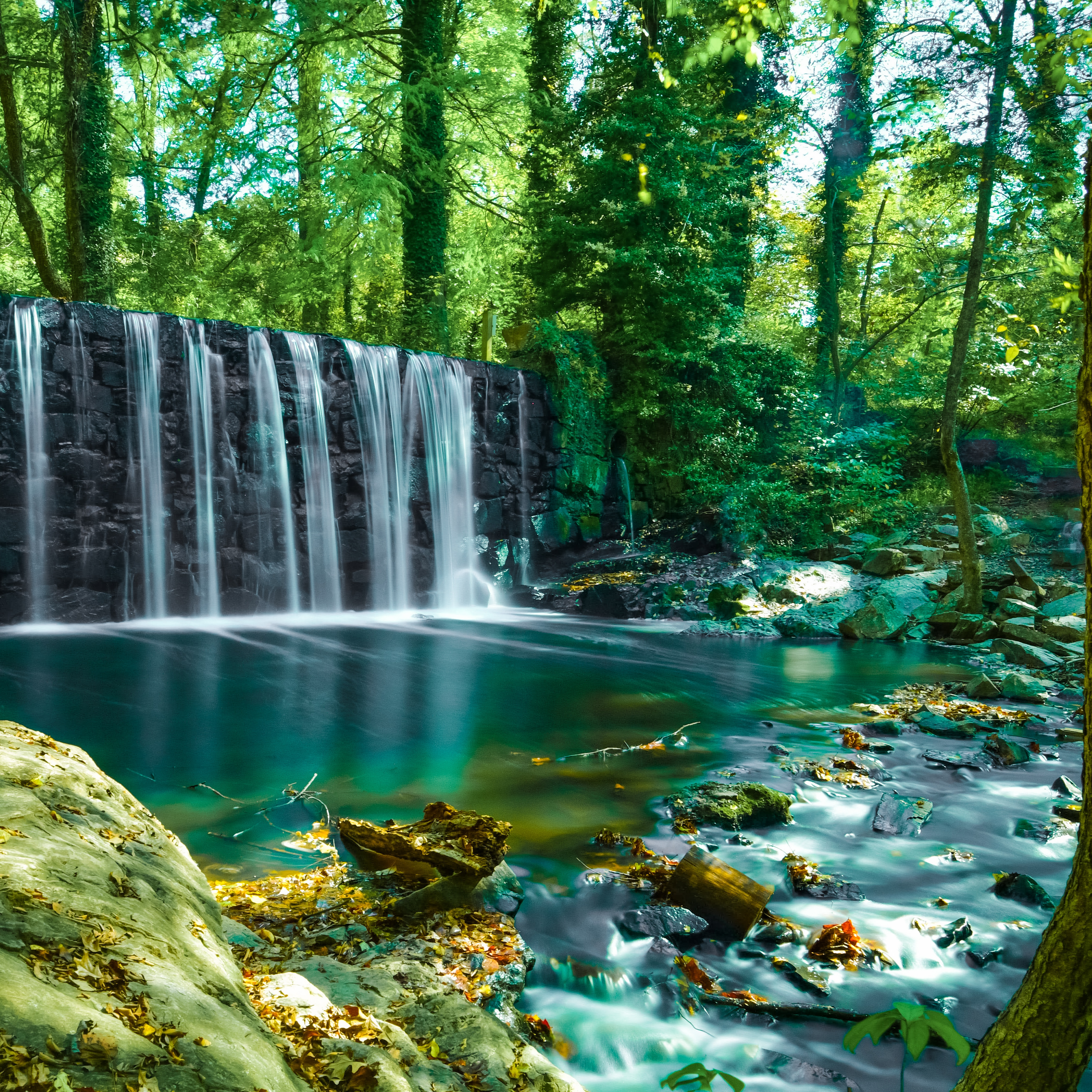
Dans le Cedarock Park Historic District dans le comté d'Alamance.

D'après le bureau américain du recensement, le comté a une superficie totale de 1 126 km2 dont 1 114 km2 de terre ferme et 12 km2 d'eau. Le territoire est donc recouvert à 1,10 % d'eau. Il est divisé en 13 townships : 1 (Patterson), 2 (Coble), 3 (Boone Station), 4 (Morton), 5 (Faucette), 6 (Graham), 7 (Albright), 8 (Newlin), 9 (Thompson), 10 (Melville), 11 (Pleasant Grove), 12 (Burlington) et 13 (Haw River).

### Démographie
Au recensement de 2010, il y avait 151 131 habitants dans le comté, soit une densité de 134 hab/km2. 71,1 % des habitants étaient Blancs, 18,8 % Afro-Américains, 0,7 % Amérindiens, 1,2 % Asiatiques, 0,02 % originaires des îles du Pacifique, 6,1 % étant d'autres races et 2,1 % de race mixte. 11 % de la population était Latinos.
| 1850   | 1860   | 1870   | 1880   | 1890   | 1900   |
| ------ | ------ | ------ | ------ | ------ | ------ |
| 11 444 | 11 852 | 11 874 | 14 613 | 18 271 | 25 665 |

| 1910   | 1920   | 1930   | 1940   | 1950   | 1960   |
| ------ | ------ | ------ | ------ | ------ | ------ |
| 28 712 | 32 718 | 42 140 | 57 427 | 71 220 | 85 674 |

| 1970   | 1980   | 1990    | 2000    | 2010    | - |
| ------ | ------ | ------- | ------- | ------- | - |
| 96 362 | 99 319 | 108 213 | 130 800 | 151 131 | - |